# Isolepis victoriensis
Isolepis victoriensis là loài thực vật có hoa trong họ Cói. Loài này được (N.A.Wakef.) K.L.Wilson mô tả khoa học đầu tiên năm 1981.